# Stati Uniti nord-occidentali

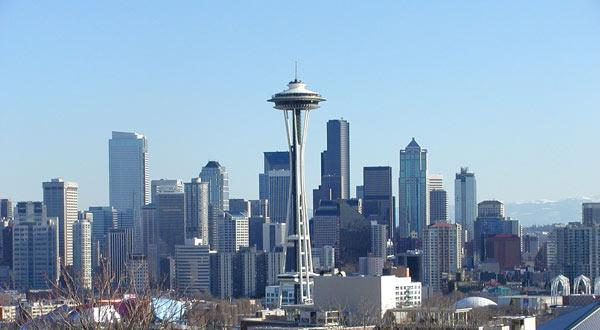
Seattle, la più grande area metropolitana del Nord-ovest

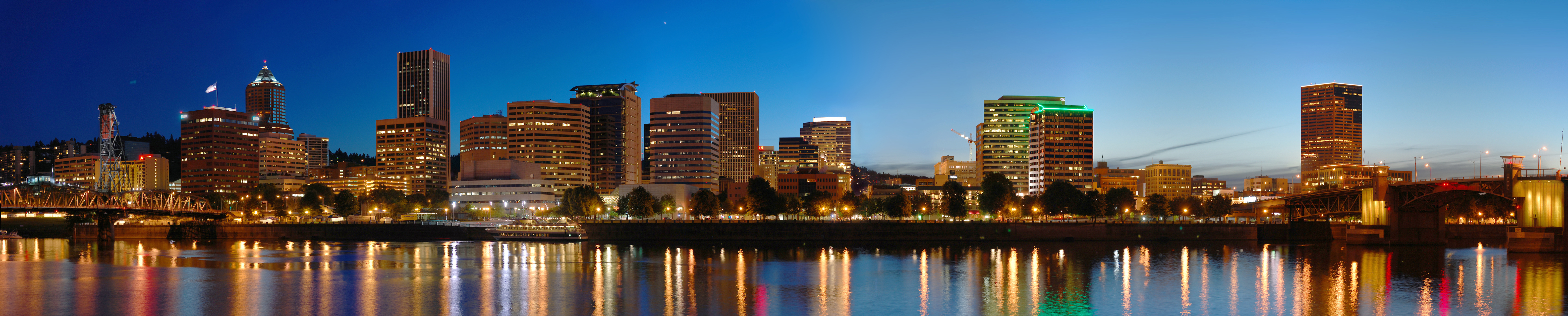
Portland, la seconda più grande area metropolitana del Nord-ovest

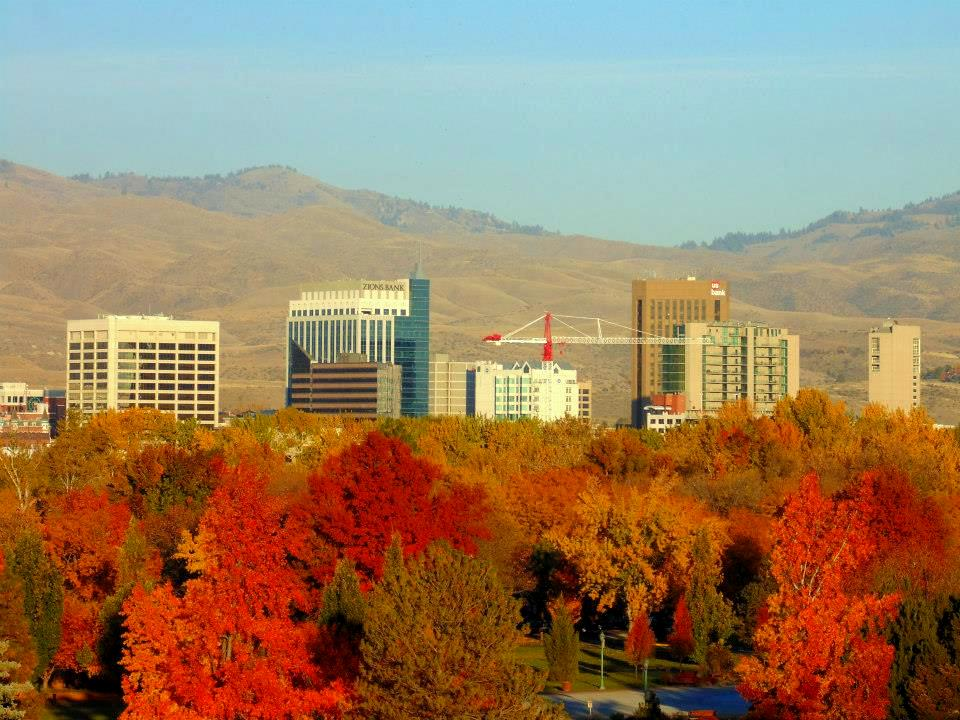
Boise, la terza più grande area metropolitana del Nord-ovest

Gli Stati Uniti nord-occidentali (in inglese Northwestern United States o, più semplicemente Northwest) sono una regione geografica informale degli Stati Uniti d'America. La regione include regolarmente gli stati dell'Oregon, di Washington e dell'Idaho, e solitamente anche il Montana e il Wyoming. Alcune fonti includono nel Nord-ovest l'Alaska sud-orientale. Il termine correlato ma distinto "Nord-ovest Pacifico" generalmente esclude le aree ad est delle Montagne Rocciose.
Gli Stati Uniti nord-occidentali sono una sottoporzione degli Stati Uniti occidentali (che è, di per sé, un concetto ancora più ambiguo). Per contro, gli stati inclusi nelle regioni vicine (Stati Uniti sud-occidentali e Grandi Pianure) e lo Utah non sono considerati simultaneamente parte di entrambe le regioni.
Come per gli Stati Uniti sud-occidentali, la definizione di Nord-ovest si è spostata verso ovest nel corso del tempo. L'area attuale include il vecchio Territorio dell'Oregon (creato nel 1848 e comprendente Oregon, Washington, Idaho e le aree del Montana ad ovest dello spartiacque continentale). La regione è simile alla X Regione federale, che comprende Oregon, Washington, Idaho e Alaska.
Ospita oltre 14,2 milioni di cittadini. Alcune delle città con espansione più rapida di questa regione e dell'intera nazione includono Seattle, Spokane, Bellevue, Tacoma, Vancouver, Kennewick, Pasco, Yakima, Portland, Eugene, Salem, Boise, Missoula e Billings.

## Etimologia
Seguendo l'espansione verso ovest degli Stati Uniti, anche la frontiera occidentale del paese si spostò verso ovest e, conseguentemente, così fece la localizzazione degli Stati Uniti nord-occidentali e sud-occidentali. Nei primi anni degli Stati Uniti, le terre appena colonizzate che si trovavano immediatamente a ovest dei Monti Allegheni furono staccate dalla Virginia e presero il nome del Territorio del nord-ovest. Durante i decenni che seguirono, il Territorio del nord-ovest coprì la regione dei Grandi Laghi a est del fiume Mississippi.

## Clima

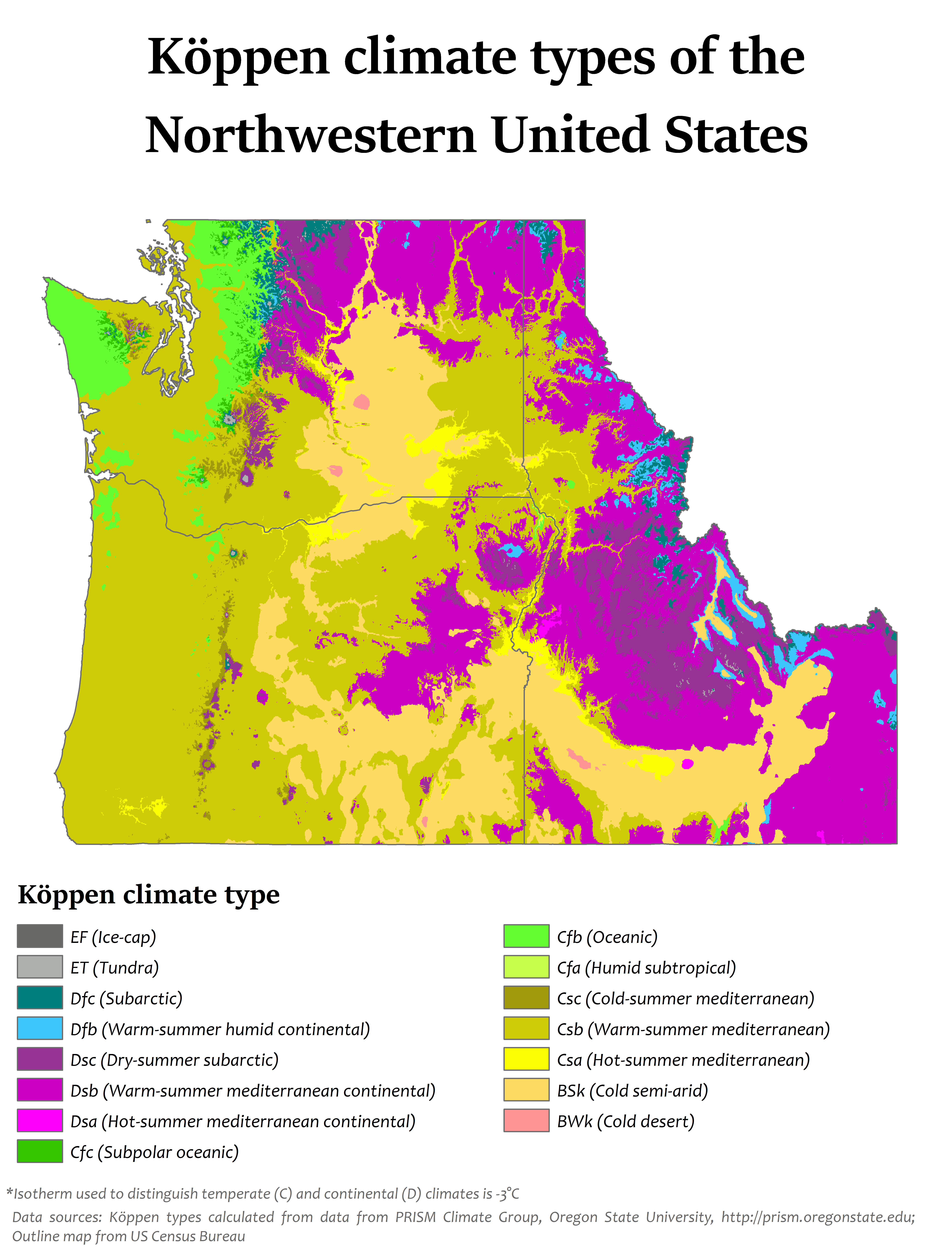
Tipi climatici di Köppen negli Stati Uniti nord-occidentali

## Popolazione
Insieme, questi stati hanno una popolazione aggregata di 14.273.965 di abitanti. Le maggiori città e aree metropolitane del Nord-ovest sono:
| Posto | Città     | Stato      | Popolazione | Popolazione metropolitana |
| ----- | --------- | ---------- | ----------- | ------------------------- |
| 1     | Seattle   | Washington | 608.660     | 3.439.809                 |
| 2     | Portland  | Oregon     | 583.776     | 2.226.009                 |
| 3     | Spokane   | Washington | 208.916     | 547.924                   |
| 4     | Boise     | Idaho      | 205.671     | 616.561                   |
| 5     | Tacoma    | Washington | 198.397     | 3.439.809                 |
| 6     | Vancouver | Washington | 161.791     | 2.226.009                 |
| 7     | Eugene    | Oregon     | 156.185     | 351.715                   |
| 8     | Salem     | Oregon     | 154.637     | 390.738                   |
| 9     | Bellevue  | Washington | 122.363     | 3.439.809                 |
| 10    | Gresham   | Oregon     | 105.594     | 2.226.009                 |